# Olympische Sommerspiele 2012/Teilnehmer (Slowenien)
| Gelbes Symbol für Goldmedaillen mit stilisierten Olympischen Ringen | Graues Symbol für Silbermedaillen mit stilisierten Olympischen Ringen | Braundes Symbol für Bronzemedaillen mit stilisierten Olympischen Ringen |
| ------------------------------------------------------------------- | --------------------------------------------------------------------- | ----------------------------------------------------------------------- |
| 1                                                                   | 1                                                                     | 2                                                                       |

Slowenien nahm an den Olympischen Sommerspielen 2012 in der britischen Hauptstadt London mit 65 vom Olimpijski komite Slovenije nominierten Athleten in 15 Sportarten teil.
Seit 1992 war es die sechste Teilnahme Sloweniens an Olympischen Sommerspielen.  

## Medaillengewinner
Mit einer gewonnenen Gold-, einer Silber- und zwei Bronzemedaillen belegte das slowenische Team Rang 43 im Medaillenspiegel.

### Gold
- Urška Žolnir: Judo, Frauen, Halbmittelgewicht (bis 63 kg)

### Silber
- Primož Kozmus: Hammerwurf, Männer

### Bronze
- Luka Špik und Iztok Čop: Rudern, Männer, Doppelzweier
- Rajmond Debevec: Schießen, Männer, Kleinkalibergewehr liegend 50 Meter

## Teilnehmer nach Sportart

### Badminton
| Athleten   | Wettbewerb | Gruppenphase | Gruppenphase | Achtelfinale       | Achtelfinale       | Viertelfinale      | Viertelfinale      | Halbfinale         | Halbfinale         | Finale             | Finale             | Rang               |
| Athleten   | Wettbewerb | Punkte       | Rang         | Gegner             | Ergebnis           | Gegner             | Ergebnis           | Gegner             | Ergebnis           | Gegner             | Ergebnis           | Rang               |
| ---------- | ---------- | ------------ | ------------ | ------------------ | ------------------ | ------------------ | ------------------ | ------------------ | ------------------ | ------------------ | ------------------ | ------------------ |
| Frauen     |            |              |              |                    |                    |                    |                    |                    |                    |                    |                    |                    |
| Maja Tvrdy | Einzel     | −22          | 3            | nicht qualifiziert | nicht qualifiziert | nicht qualifiziert | nicht qualifiziert | nicht qualifiziert | nicht qualifiziert | nicht qualifiziert | nicht qualifiziert | nicht qualifiziert |

### Bogenschießen
| Athleten        | Wettbewerb | Qualifikation | Qualifikation | 1. Runde      | 1. Runde | 2. Runde           | 2. Runde           | Achtelfinale       | Achtelfinale       | Viertelfinale      | Viertelfinale      | Halbfinale         | Halbfinale         | Finale             | Finale             | Rang |
| Athleten        | Wettbewerb | Ringe         | Rang          | Gegner        | Ergebnis | Gegner             | Ergebnis           | Gegner             | Ergebnis           | Gegner             | Ergebnis           | Gegner             | Ergebnis           | Gegner             | Ergebnis           | Rang |
| --------------- | ---------- | ------------- | ------------- | ------------- | -------- | ------------------ | ------------------ | ------------------ | ------------------ | ------------------ | ------------------ | ------------------ | ------------------ | ------------------ | ------------------ | ---- |
| Männer          |            |               |               |               |          |                    |                    |                    |                    |                    |                    |                    |                    |                    |                    |      |
| Klemen Štrajhar | Einzel     | 639           | 58            | Dai Xiaoxiang | 0:6      | nicht qualifiziert | nicht qualifiziert | nicht qualifiziert | nicht qualifiziert | nicht qualifiziert | nicht qualifiziert | nicht qualifiziert | nicht qualifiziert | nicht qualifiziert | nicht qualifiziert | 33   |

### Judo
| Athleten         | Wettbewerb                    | 1. Runde             | 1. Runde       | Achtelfinale       | Achtelfinale       | Viertelfinale      | Viertelfinale       | Hoffnungsrunde Halbfinale | Hoffnungsrunde Halbfinale | Halbfinale                  | Halbfinale         | Hoffnungsrunde Finale | Hoffnungsrunde Finale | Finale             | Finale             | Rang               |
| Athleten         | Wettbewerb                    | Gegner               | Ergebnis       | Gegner             | Ergebnis           | Gegner             | Ergebnis            | Gegner                    | Ergebnis                  | Gegner                      | Ergebnis           | Gegner                | Ergebnis              | Gegner             | Ergebnis           | Rang               |
| ---------------- | ----------------------------- | -------------------- | -------------- | ------------------ | ------------------ | ------------------ | ------------------- | ------------------------- | ------------------------- | --------------------------- | ------------------ | --------------------- | --------------------- | ------------------ | ------------------ | ------------------ |
| Frauen           |                               |                      |                |                    |                    |                    |                     |                           |                           |                             |                    |                       |                       |                    |                    |                    |
| Vesna Đukić      | Leichtgewicht (bis 57 kg)     | Kaori Matsumoto      | 0002 - 011 SMK | nicht qualifiziert | nicht qualifiziert | nicht qualifiziert | nicht qualifiziert  | nicht qualifiziert        | nicht qualifiziert        | nicht qualifiziert          | nicht qualifiziert | nicht qualifiziert    | nicht qualifiziert    | nicht qualifiziert | nicht qualifiziert | nicht qualifiziert |
| Urška Žolnir     | Halbmittelgewicht (bis 63 kg) | Claudia Malzahn      | 110 JG - 000   | Estefanía García   | 100 JG - 0001      | Alice Schlesinger  | 110 JG - 000        | -                         | -                         | Tsedewsürengiin Mönchdsajaa | 100 OUG - 000      | -                     | -                     | Xu Lili            | 010 SON - 001      | Gold               |
| Raša Sraka       | Mittelgewicht (bis 70 kg)     | Freilos              | Freilos        | Cecilia Blanco     | 1102 OSG - 001     | Hwang Ye-sul       | 0001 - 100 OGO (GS) | Yuri Alvear               | 0001 - 100 OSG            | nicht qualifiziert          | nicht qualifiziert | nicht qualifiziert    | nicht qualifiziert    | nicht qualifiziert | nicht qualifiziert | 5                  |
| Anamari Velenšek | Halbmittelgewicht (bis 78 kg) | Daria Pogorzelec     | 000 - 001 SOO  | nicht qualifiziert | nicht qualifiziert | nicht qualifiziert | nicht qualifiziert  | nicht qualifiziert        | nicht qualifiziert        | nicht qualifiziert          | nicht qualifiziert | nicht qualifiziert    | nicht qualifiziert    | nicht qualifiziert | nicht qualifiziert | nicht qualifiziert |
| Lucija Polavder  | Schwergewicht (über 78 kg)    | Freilos              | Freilos        | Karina Bryant      | 000 - 0011 TNO     | nicht qualifiziert | nicht qualifiziert  | nicht qualifiziert        | nicht qualifiziert        | nicht qualifiziert          | nicht qualifiziert | nicht qualifiziert    | nicht qualifiziert    | nicht qualifiziert | nicht qualifiziert | 9                  |
| Männer           |                               |                      |                |                    |                    |                    |                     |                           |                           |                             |                    |                       |                       |                    |                    |                    |
| Rok Drakšič      | Halbleichtgewicht (bis 66 kg) | Ricardo Valderrama   | 100-0001       | Miklós Ungvári     | 0002-0011          | nicht qualifiziert | nicht qualifiziert  | nicht qualifiziert        | nicht qualifiziert        | nicht qualifiziert          | nicht qualifiziert | nicht qualifiziert    | nicht qualifiziert    | nicht qualifiziert | nicht qualifiziert | 9                  |
| Aljaž Sedej      | Halbmittelgewicht (bis 81 kg) | Travis Stevens       | 0002-101       | nicht qualifiziert | nicht qualifiziert | nicht qualifiziert | nicht qualifiziert  | nicht qualifiziert        | nicht qualifiziert        | nicht qualifiziert          | nicht qualifiziert | nicht qualifiziert    | nicht qualifiziert    | nicht qualifiziert | nicht qualifiziert | 17                 |
| Matjaž Ceraj     | Schwergewicht (über 100 kg)   | Stanislaw Bondarenko | 0021-0002      | Kim Sung-min       | 0001-002           | nicht qualifiziert | nicht qualifiziert  | nicht qualifiziert        | nicht qualifiziert        | nicht qualifiziert          | nicht qualifiziert | nicht qualifiziert    | nicht qualifiziert    | nicht qualifiziert | nicht qualifiziert | 9                  |

### Kanu

#### Kanurennsport
| Athleten                | Wettbewerb | Vorlauf      | Vorlauf | Halbfinale   | Halbfinale | Finale       | Finale | Rang |
| Athleten                | Wettbewerb | Zeit         | Rang    | Zeit         | Rang       | Zeit         | Rang   | Rang |
| ----------------------- | ---------- | ------------ | ------- | ------------ | ---------- | ------------ | ------ | ---- |
| Frauen                  |            |              |         |              |            |              |        |      |
| Špela Ponomarenko Janić | K-1 200 m  | 42,884 s     | 4       | 42,209 s     | 5          | 44,953       | 10     | 10   |
| Špela Ponomarenko Janić | K-1 500 m  | 2:01,520 min | 5       | 1:53,341 min | 5          | 1:53,718 min | 12     | 12   |

#### Kanuslalom
| Athleten               | Wettbewerb | Vorlauf  | Vorlauf | Halbfinale | Halbfinale | Finale   | Finale | Rang |
| Athleten               | Wettbewerb | Zeit     | Rang    | Zeit       | Rang       | Zeit     | Rang   | Rang |
| ---------------------- | ---------- | -------- | ------- | ---------- | ---------- | -------- | ------ | ---- |
| Frauen                 |            |          |         |            |            |          |        |      |
| Eva Terčelj            | K-1        | 107,17 s | 11      | 117,36 s   | 13         | -        | -      | 13   |
| Männer                 |            |          |         |            |            |          |        |      |
| Peter Kauzer           | K-1        | 88,10 s  | 5       | 96,02 s    | 1          | 101,01 s | 6      | 6    |
| Benjamin Savšek        | C-1        | 90,83 s  | 2       | 99,92 s    | 2          | 219,95 s | 8      | 8    |
| Luka Božič Sašo Taljat | C-2        | 101,08 s | 6       | 113,50     | 8          | -        | -      | 8    |

### Leichtathletik
Laufen und Gehen
| Athleten     | Wettbewerb   | Vorlauf     | Vorlauf | Halbfinale         | Halbfinale         | Finale             | Finale             | Rang |
| Athleten     | Wettbewerb   | Zeit        | Rang    | Zeit               | Rang               | Zeit               | Rang               | Rang |
| ------------ | ------------ | ----------- | ------- | ------------------ | ------------------ | ------------------ | ------------------ | ---- |
| Frauen       |              |             |         |                    |                    |                    |                    |      |
| Sonja Roman  | 1500 m       | 4:19,17 min | 11      | nicht qualifiziert | nicht qualifiziert | nicht qualifiziert | nicht qualifiziert | 40   |
| Žana Jereb   | Marathon     | –           | –       | –                  | –                  | 2:42:50 h          | 88                 | 88   |
| Marina Tomić | 100 m Hürden | 13,10 s     | 5       | nicht qualifiziert | nicht qualifiziert | nicht qualifiziert | nicht qualifiziert | 21   |
| Männer       |              |             |         |                    |                    |                    |                    |      |
| Primož Kobe  | Marathon     | –           | –       | –                  | –                  | 2:19:28 h          | 46                 | 46   |
| Brent LaRue  | 400 m Hürden | 49,38 s     | 4       | 49,45 s            | 3                  | nicht qualifiziert | nicht qualifiziert | 13   |

Springen und Werfen
| Athleten       | Wettbewerb     | Qualifikation | Qualifikation | Finale             | Finale             | Rang   |
| Athleten       | Wettbewerb     | Weite/Höhe    | Rang          | Weite/Höhe         | Rang               | Rang   |
| -------------- | -------------- | ------------- | ------------- | ------------------ | ------------------ | ------ |
| Frauen         |                |               |               |                    |                    |        |
| Marija Šestak  | Dreisprung     | 14,16 m       | 7             | 13,98 m            | 11                 | 11     |
| Tina Šutej     | Stabhochsprung | 4,25 m        | 19            | nicht qualifiziert | nicht qualifiziert | 19     |
| Barbara Špiler | Hammerwurf     | 67,21 m       | 29            | nicht qualifiziert | nicht qualifiziert | 29     |
| Martina Ratej  | Speerwurf      | 63,60 m       | 4             | 61,62 m            | 7                  | 7      |
| Männer         |                |               |               |                    |                    |        |
| Rožle Prezelj  | Hochsprung     | 2,21 m        | 25            | nicht qualifiziert | nicht qualifiziert | 25     |
| Primož Kozmus  | Hammerwurf     | 78,12 m       | 2             | 79,36 m            | 2                  | Silber |
| Matija Kranjc  | Speerwurf      | 72,63 m       | 40            | nicht qualifiziert | nicht qualifiziert | 40     |

### Radsport

#### Straße
| Athleten        | Wettbewerb       | Zeit         | Rang |
| --------------- | ---------------- | ------------ | ---- |
| Frauen          |                  |              |      |
| Polona Batagelj | Straßenrennen    | 3:35:56 h    | 22   |
| Männer          |                  |              |      |
| Grega Bole      | Straßenrennen    | 5:46:37 h    | 79   |
| Borut Božič     | Straßenrennen    | 5:46:37 h    | 46   |
| Janez Brajkovič | Straßenrennen    | 5:46:05 h    | 21   |
| Janez Brajkovič | Einzelzeitfahren | 54:09,72 min | 10   |

#### Mountainbike
| Athleten        | Wettbewerb    | Zeit      | Rang |
| --------------- | ------------- | --------- | ---- |
| Frauen          |               |           |      |
| Blaža Klemenčič | Cross-Country | 1:39:42 h | 23   |
| Tanja Žakelj    | Cross-Country | 1:34:41 h | 10   |

### Rudern
| Athleten            | Wettbewerb   | Vorlauf     | Vorlauf | Hoffnungslauf | Hoffnungslauf | Viertelfinale | Viertelfinale | Halbfinale  | Halbfinale | Finale      | Finale | Rang   |
| Athleten            | Wettbewerb   | Zeit        | Rang    | Zeit          | Rang          | Zeit          | Rang          | Zeit        | Rang       | Zeit        | Rang   | Rang   |
| ------------------- | ------------ | ----------- | ------- | ------------- | ------------- | ------------- | ------------- | ----------- | ---------- | ----------- | ------ | ------ |
| Männer              |              |             |         |               |               |               |               |             |            |             |        |        |
| Iztok Čop Luka Špik | Doppelzweier | 6:17,78 min | 2       | –             | –             | –             | –             | 6:19,97 min | 1          | 6:34,35 min | 3      | Bronze |

### Schießen
| Athleten        | Wettbewerb                            | Qualifikation | Qualifikation | Finale             | Finale             | Ringe | Rang   |
| Athleten        | Wettbewerb                            | Ringe         | Rang          | Ringe              | Rang               | Ringe | Rang   |
| --------------- | ------------------------------------- | ------------- | ------------- | ------------------ | ------------------ | ----- | ------ |
| Frauen          |                                       |               |               |                    |                    |       |        |
| Živa Dvoršak    | Luftgewehr 10 m                       | 396           | 11            | nicht qualifiziert | nicht qualifiziert | 396   | 11     |
| Živa Dvoršak    | Kleinkalibergewehr Dreistellungskampf | 574           | 36            | nicht qualifiziert | nicht qualifiziert | 574   | 36     |
| Männer          |                                       |               |               |                    |                    |       |        |
| Rajmond Debevec | Kleinkalibergewehr liegend            | 596           | 3             | 105,0              | 2                  | 701,0 | Bronze |
| Rajmond Debevec | Kleinkaliber Dreistellungskampf       | 1161          | 27            | nicht qualifiziert | nicht qualifiziert | 1161  | 27     |
| Boštjan Maček   | Trap                                  | 121           | 7             | nicht qualifiziert | nicht qualifiziert | 121   | 7      |

### Schwimmen
| Athleten                                                             | Wettbewerb                 | Vorlauf     | Vorlauf | Halbfinale         | Halbfinale         | Finale             | Finale             | Rang |
| Athleten                                                             | Wettbewerb                 | Zeit        | Rang    | Zeit               | Rang               | Zeit               | Rang               | Rang |
| -------------------------------------------------------------------- | -------------------------- | ----------- | ------- | ------------------ | ------------------ | ------------------ | ------------------ | ---- |
| Frauen                                                               |                            |             |         |                    |                    |                    |                    |      |
| Nastja Govejšek                                                      | 100 m Freistil             | 56,21 s     | 28      | nicht qualifiziert | nicht qualifiziert | nicht qualifiziert | nicht qualifiziert | 28   |
| Sara Isakovič                                                        | 200 m Freistil             | 1:58,96 min | 16      | 1:58,47 min        | 14                 | nicht qualifiziert | nicht qualifiziert | 14   |
| Mojca Sagmeister                                                     | 400 m Freistil             | 4:21,55 min | 32      | –                  | –                  | nicht qualifiziert | nicht qualifiziert | 32   |
| Tjaša Oder                                                           | 800 m Freistil             | 8:41,82 min | 25      | –                  | –                  | nicht qualifiziert | nicht qualifiziert | 25   |
| Sara Isakovič                                                        | 100 m Schmetterling        | 59,86 s     | 31      | nicht qualifiziert | nicht qualifiziert | nicht qualifiziert | nicht qualifiziert | 31   |
| Anja Klinar                                                          | 200 m Schmetterling        | 2:09,24 min | 14      | 2:07,84 min        | 11                 | nicht qualifiziert | nicht qualifiziert | 11   |
| Tjaša Vozel                                                          | 100 m Brust                | 1:09,63 min | 30      | nicht qualifiziert | nicht qualifiziert | nicht qualifiziert | nicht qualifiziert | 30   |
| Tanja Šmid                                                           | 200 m Brust                | 2:32,19 min | 33      | nicht qualifiziert | nicht qualifiziert | nicht qualifiziert | nicht qualifiziert | 33   |
| Anja Čarman                                                          | 100 m Rücken               | 1:02,68 min | 34      | nicht qualifiziert | nicht qualifiziert | nicht qualifiziert | nicht qualifiziert | 34   |
| Anja Čarman                                                          | 200 m Rücken               | 2:13,01 min | 25      | nicht qualifiziert | nicht qualifiziert | nicht qualifiziert | nicht qualifiziert | 25   |
| Anja Klinar                                                          | 400 m Lagen                | 4:38,20 min | 10      | –                  | –                  | nicht qualifiziert | nicht qualifiziert | 10   |
| Nastja Govejšek Sara Isakovič Tjaša Oder Mojca Sagmeister Urša Bežan | 4 × 200-m-Freistil-Staffel | 8:04,69 min | 14      | –                  | –                  | nicht qualifiziert | nicht qualifiziert | 14   |
| Männer                                                               |                            |             |         |                    |                    |                    |                    |      |
| Peter Mankoč                                                         | 100 m Schmetterling        | 52,44 s     | 18      | nicht qualifiziert | nicht qualifiziert | nicht qualifiziert | nicht qualifiziert | 18   |
| Robert Žbogar                                                        | 200 m Schmetterling        | 1:58,99 min | 24      | nicht qualifiziert | nicht qualifiziert | nicht qualifiziert | nicht qualifiziert | 24   |
| Damir Dugonjič                                                       | 100 m Brust                | 1:00,77 min | 18      | nicht qualifiziert | nicht qualifiziert | nicht qualifiziert | nicht qualifiziert | 18   |

### Segeln
Fleet Race
| Athleten             | Wettbewerb  | Qualifikation | Qualifikation | Medal Race         | Medal Race         | Punkte             | Rang |
| Athleten             | Wettbewerb  | Punkte        | Rang          | Punkte             | Rang               | Punkte             | Rang |
| -------------------- | ----------- | ------------- | ------------- | ------------------ | ------------------ | ------------------ | ---- |
| Frauen               |             |               |               |                    |                    |                    |      |
| Teja Černe Tina Mrak | 470er       | 127           | 18            | nicht qualifiziert | nicht qualifiziert | nicht qualifiziert | 18   |
| Männer               |             |               |               |                    |                    |                    |      |
| Karlo Hmeljak        | Laser       | 253           | 31            | nicht qualifiziert | nicht qualifiziert | nicht qualifiziert | 31   |
| Vasilij Žbogar       | Finn Dinghy | 49            |               | 14                 | 6                  | 63                 | 6    |

### Taekwondo
| Athleten       | Wettbewerb                 | Achtelfinale       | Achtelfinale | Viertelfinale             | Viertelfinale      | Halbfinale         | Halbfinale         | Hoffnungsrunde Halbfinale | Hoffnungsrunde Halbfinale | Hoffnungsrunde Finale | Hoffnungsrunde Finale | Finale             | Finale             | Rang               |
| Athleten       | Wettbewerb                 | Gegner             | Ergebnis     | Gegner                    | Ergebnis           | Gegner             | Ergebnis           | Gegner                    | Ergebnis                  | Gegner                | Ergebnis              | Gegner             | Ergebnis           | Rang               |
| -------------- | -------------------------- | ------------------ | ------------ | ------------------------- | ------------------ | ------------------ | ------------------ | ------------------------- | ------------------------- | --------------------- | --------------------- | ------------------ | ------------------ | ------------------ |
| Frauen         |                            |                    |              |                           |                    |                    |                    |                           |                           |                       |                       |                    |                    |                    |
| Franka Anić    | Mittelgewicht (bis 67 kg)  | G. Ajtmuchambetowa | 15 PTF - 11  | Karine Sergerie           | 10 - 5 PTF         | Hwang Kyung Seon   | 0 PTF - 7          | -                         | -                         | Paige McPherson       | 3 - 8 PTF             | -                  | -                  | 5                  |
| Nuša Rajher    | Schwergewicht (über 67 kg) | F. Jergeschowa     | 17 - 16 SDP  | Anastassija Baryschnikowa | 9 PTF - 11         | nicht qualifiziert | nicht qualifiziert | nicht qualifiziert        | nicht qualifiziert        | nicht qualifiziert    | nicht qualifiziert    | nicht qualifiziert | nicht qualifiziert | nicht qualifiziert |
| Männer         |                            |                    |              |                           |                    |                    |                    |                           |                           |                       |                       |                    |                    |                    |
| Ivan Trajković | Schwergewicht (über 80 kg) | Cha Dong-min       | 4 PTF - 9    | nicht qualifiziert        | nicht qualifiziert | nicht qualifiziert | nicht qualifiziert | nicht qualifiziert        | nicht qualifiziert        | nicht qualifiziert    | nicht qualifiziert    | nicht qualifiziert | nicht qualifiziert | nicht qualifiziert |

### Tennis
| Athleten                          | Wettbewerb | 1. Runde                                 | 1. Runde      | 2. Runde           | 2. Runde           | Achtelfinale              | Achtelfinale       | Viertelfinale      | Viertelfinale      | Halbfinale         | Halbfinale         | Finale             | Finale             |                    |
| Athleten                          | Wettbewerb | Gegner                                   | Ergebnis      | Gegner             | Ergebnis           | Gegner                    | Ergebnis           | Gegner             | Ergebnis           | Gegner             | Ergebnis           | Gegner             | Ergebnis           |                    |
| --------------------------------- | ---------- | ---------------------------------------- | ------------- | ------------------ | ------------------ | ------------------------- | ------------------ | ------------------ | ------------------ | ------------------ | ------------------ | ------------------ | ------------------ | ------------------ |
| Damen                             |            |                                          |               |                    |                    |                           |                    |                    |                    |                    |                    |                    |                    |                    |
| Polona Hercog                     | Einzel     | María José Martínez Sánchez              | 2:6, 4:6      | nicht qualifiziert | nicht qualifiziert | nicht qualifiziert        | nicht qualifiziert | nicht qualifiziert | nicht qualifiziert | nicht qualifiziert | nicht qualifiziert | nicht qualifiziert | nicht qualifiziert | nicht qualifiziert |
| Andreja Klepač Katarina Srebotnik | Doppel     | Margalita Chakhnashvili Anna Tatischwili | 7:6, 3:6, 6:2 | –                  | –                  | Sara Errani Roberta Vinci | 5:7, 6:4, 4:6      | nicht qualifiziert | nicht qualifiziert | nicht qualifiziert | nicht qualifiziert | nicht qualifiziert | nicht qualifiziert |                    |
| Männer                            |            |                                          |               |                    |                    |                           |                    |                    |                    |                    |                    |                    |                    |                    |
| Blaž Kavčič                       | Einzel     | Vishnu Vardhan                           | 6:3, 6:2      | David Ferrer       | 2:6, 2:6           | nicht qualifiziert        | nicht qualifiziert | nicht qualifiziert | nicht qualifiziert | nicht qualifiziert | nicht qualifiziert | nicht qualifiziert | nicht qualifiziert |                    |

### Tischtennis
| Athleten    | Wettbewerb | 1. Runde | 1. Runde | 2. Runde | 2. Runde | 3. Runde | 3. Runde | 4. Runde           | 4. Runde           | Viertelfinale      | Viertelfinale      | Halbfinale         | Halbfinale         | Finale             | Finale             |
| Athleten    | Wettbewerb | Gegner   | Ergebnis | Gegner   | Ergebnis | Gegner   | Ergebnis | Gegner             | Ergebnis           | Gegner             | Ergebnis           | Gegner             | Ergebnis           | Gegner             | Ergebnis           |
| ----------- | ---------- | -------- | -------- | -------- | -------- | -------- | -------- | ------------------ | ------------------ | ------------------ | ------------------ | ------------------ | ------------------ | ------------------ | ------------------ |
| Männer      |            |          |          |          |          |          |          |                    |                    |                    |                    |                    |                    |                    |                    |
| Bojan Tokič | Einzel     | -        | -        | Song Liu | 4 - 3    | Gao Ning | 0 - 4    | nicht qualifiziert | nicht qualifiziert | nicht qualifiziert | nicht qualifiziert | nicht qualifiziert | nicht qualifiziert | nicht qualifiziert | nicht qualifiziert |

### Triathlon
| Athleten     | Wettbewerb | Zeit      | Rang |
| ------------ | ---------- | --------- | ---- |
| Frauen       |            |           |      |
| Mateja Šimic | Einzel     | 2:05:35 h | 37   |

### Turnen

#### Gerätturnen
| Athleten   | Wettbewerb      | Qualifikation | Qualifikation | Finale             | Finale             | Rang               |
| Athleten   | Wettbewerb      | Punkte        | Rang          | Punkte             | Rang               | Rang               |
| ---------- | --------------- | ------------- | ------------- | ------------------ | ------------------ | ------------------ |
| Frauen     |                 |               |               |                    |                    |                    |
| Saša Golob | Einzelmehrkampf | 38,599        | 60            | nicht qualifiziert | nicht qualifiziert | nicht qualifiziert |